# Імай-Кармали
Іма́й-Кармали́ (рос. Имай-Кармалы, башк. Имай-Ҡарамалы) — село у складі Давлекановського району Башкортостану, Росія. Адміністративний центр Імай-Кармалинської сільської ради.
Населення — 330 осіб (2010; 348 в 2002).
Національний склад:
- татари — 77 %